# 拉赫塔皮姆普拉斯
拉赫塔皮姆普拉斯（Rahta Pimplas），是印度马哈拉施特拉邦Ahmadnagar县的一个城镇。总人口19024（2001年）。

## 人口
该地2001年总人口19024人，其中男性9695人，女性9329人；0—6岁人口2433人，其中男1263人，女1170人；识字率72.18%，其中男性为79.19%，女性为64.91%。